# ა
Ani (asomtavruli Ⴀ, nuskhuri ⴀ, mkhedruli ა) es la primera letra del alfabeto georgiano.
En el sistema de numeración georgiana tiene un valor de 1.
Ani representa comúnmente un vocal no redondeada central abierta /a/ como la pronunciación de A en "padre".

## Letra
| asomtavruli | nuskhuri | mkhedruli |
| ----------- | -------- | --------- |
|             |          |           |

### Evolución

#### Evolución en Asomtavruli
| Evolución de Ani en Asomtavruli: 5c. \| 6-7c. \| 8c. \| 9c. \| 10c. \| 11c. \| 12c. \| 13c. \| 14-15c. \| 16c. \| 17c. \| 18c. |
| --- |
| |

| Evolución en las tres escrituras |
| -------------------------------- |
|                                  |

## Codificación digital
| asomtavruli | nuskhuri | mkhedruli |
| ----------- | -------- | --------- |
| U + 10A0    | U + 2D00 | U + 10D0  |

## Braille
| mkhedruli |
| --------- |
|           |

## Letras relacionadas y otros personajes similares
- Letra latina A
- Letra cirílica A
- Alfa, letra griega